# Krańcowa stawka podatkowa
Krańcowa stawka podatkowa (ksp) – kwota, o jaką zwiększa się wielkość podatku do zapłacenia na skutek zwiększenia się o jednostkę podstawy opodatkowania, czyli dochodu. Na poziomie mikroekonomicznym jest ona obliczana dla podatnika, jakim jest jednostka lub przedsiębiorstwo na podstawie przepisów podatkowych. Na poziomie makroekonomicznym jej obliczanie jest skomplikowane ze względu na system powiązanych ze sobą przepisów podatkowych. 

## Ksp a progresywność opodatkowania
Do wyznaczenia progresywności/regresywności opodatkowania można wykorzystać zarówno krańcową stawkę podatkową, czyli zmianę w kwocie podatku wywołaną zmianą wielkości dochodu, jak i przeciętną stawkę podatkową, czyli stosunek kwoty podatku do dochodu, od którego został on zapłacony. Często jednak okazuje się, że wraz ze wzrostem dochodu inne wartości przyjmuje krańcowa stawka podatkowa i przeciętna stawka podatkowa, co prowadzi do różnych konkluzji odnośnie do progresywności tego samego podatku. 
Przy ocenie progresywności podatku wykorzystującej ksp można powiedzieć, że w przypadku proporcjonalnego podatku ksp jest taka sama dla każdego poziomu dochodu. Jeśli rośnie ona wraz ze wzrostem dochodu, to mamy do czynienia z podatkiem progresywnym, a jeśli maleje to z regresywnym. 
W przypadku podatku liniowego ksp jest stała, czyli jest to podatek proporcjonalny, ale przy podatku płaskim ksp rośnie wraz ze wzrostem dochodu, co świadczy o progresywności tego podatku.